# روساریو، سانتا فه
روزاریو، بزرگترین شهر استان سانتا فه در آرژانتین می‌باشد. این شهر که سومین شهر بزرگ آرژانتین بعد از بوئنوس آیرس و کوردوبا است، در ۳۰۰ کیلومتری شمال غربی بوئنوس آیرس و در ساحل غربی رود پارانا قرار دارد. این شهر زادگاه لیونل مسی و انخل دیماریا و سانتیاگو سولاری ستاره‌های جهان فوتبال و ارنستو چه گوارا رهبر بزرگ انقلاب کوبا است.